# Tentoku
Tentoku (japanisch 天徳) ist eine japanische Ära (Nengō) von  November 957 bis März 961 nach dem gregorianischen Kalender. Der vorhergehende Äraname ist Tenryaku, die nachfolgende Ära heißt Ōwa. Die Ära fällt in die Regierungszeit des Kaisers (Tennō) Murakami.
Der erste Tag der Tentoku-Ära entspricht dem 11. November 957, der letzte Tag war der 4. März 961. Die Tentoku-Ära dauerte fünf Jahre oder 1210 Tage.

## Ereignisse
- 957 Hungersnot in Japan
- 960 Tentoku-Dichterwettstreit (utaawase) im Kaiserpalast (天徳内裏歌合 Tentoku dairi utaawase)[2]
- 960 Der Kaiserpalast brennt vollständig nieder[3]